# Adhemarius dariensis
Adhemarius dariensis es una especie de polilla de la familia Sphingidae. Vuela en Costa Rica, México, Nicaragua y Panamá.
Su envergadura de ala es de entre 107 a 111 mm para machos y 124 mm para las hembras. Los adultos vuelan probablemente durante un periodo superior al año.
Las larvas probablemente se alimenten de especies de Ocotea, como Ocotea veraguensis, Ocotea atirrensis y Ocotea dendrodaphne.